# لوسيان ماغني
لوسيان ماغني (بالفرنسية: Lucien Magne)‏ هو مهندس معماري فرنسي، ولد في 27 ديسمبر 1849 في باريس في فرنسا، وتوفي في 25 يوليو 1916 في أوبوني في فرنسا.